# Zdania podrzędne dopełnieniowe w łacinie
Zdanie dopełnieniowe (łac. sententia obiectiva) jest to zdanie podrzędne, które zastępuje dopełnienie orzeczenia zdania głównego i odpowiada na pytania kogo?, co?. Orzeczenie zdania dopełnieniowego podlega zasadom następstwa czasów na ogólnych zasadach.
Spójnik wprowadzający zdanie zależy od tego, do jakiej grupy zalicza się orzeczenie zdania głównego.
- zdanie wprowadza się przez ut, ne, neve (tak jak w przypadku zdań celowych):
  - po czasownikach oznaczających "prosić", "żądać", "starać się", "rozkazywać" (verba curandi et postulandi): Catilina id agebat, ut rem publicam everteret.
  - po czasownikach oznaczających "radzić", "zachęcać", "pozwalać" (verba hortandi et concedendi): Caesar milites cohortatus est, uti pristinae virtutis memoriam retinerent neu perturbarentur animo.
  - po czasownikach oznaczajcych "sprawić", "osiągnąć" (verba efficiendi et assequendi): Vos adepti estis, ne quem civem metueretis.

- po czasownikach oznaczających przeszkodę (verba impediendi) kładzie się quominus albo ne: Epaminondas non recusavit, quominus legis poenam subiret.
  - jeśli takie zdanie podrzędne jest zaprzeczone, zamiast quominus dajemy quin: Nequeo, quin fleam = Nie mogę się powstrzymać od płaczu (dosł. "nie mogę, żeby nie płakać").

- po czasownikach oznaczających obawę (verba timendi) dajemy ne przy obawie, że coś się stanie, oraz ut (wzgl. ne non) przy obawie, że coś się nie stanie.

Specyficzną odmianą zdania dopełnieniowego jest zdanie pytajne zależne.